# Црква Сабора свих Српских Светитеља у Божињевцу
Црква Сабора свих Српских Светитеља у Божињевцу, насељеном месту на територији Општине Бујановац, православни је храм који припада Епархији врањској Српске православне цркве.
Црква посвећена Сабору свих Српских Светитеља почела је да се гради 1999. године, а чин полагања камена темељца и освећења темеља обавио је епископ врањски Пахомије, 10. октобра 1999. године.
Црква се гради добровољним прилозима верника, а свој допринос у изградњи дала је и Влада Републике Србије, посредством Министарства вера. Године 2005. изграђен је звоник, који је у саставу цркве, а 2017. године озидана је купола на цркви. Освећење и постављање крста на куполу извршио је епископ врањски Пахомије, 3. марта 2019. године.